# Louis Havet

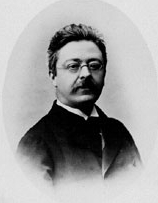
Louis Havet.

Pierre Antoine Louis Havet, född den 6 januari 1849, död den 26 januari 1925 i Paris, var en fransk klassisk filolog. Han var son till Ernest Havet.
Havet efterträdde 1885 sin far som professor vid Collège de France. Han invaldes 1893 i Institutet och var verksam som textutgivare och metrisk forskare (Cours élémentaire de métrique grecque et latine, 1886; 3:e upplagan 1893). 